# Cratere Gandu
Gandu  è un cratere sulla superficie di Marte.